# Partido Socialista Auténtico (Chile)

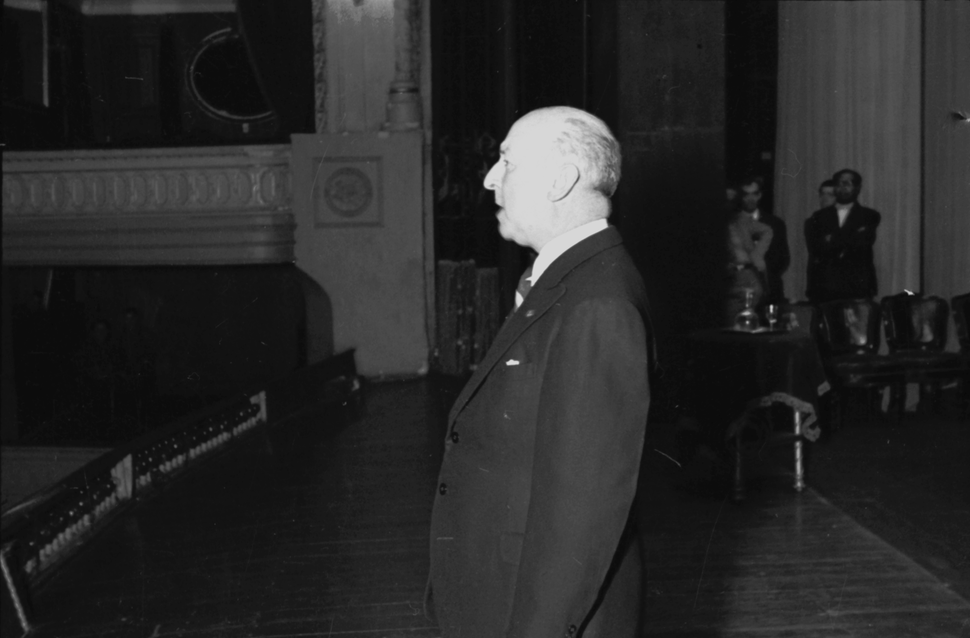
Marmaduke Grove, fundador y líder del Partido Socialista Auténtico.

El Partido Socialista Auténtico (PSA) fue un partido político de izquierda chileno. Fue creado en 1943 por el senador Marmaduke Grove, uno de los fundadores del Partido Socialista de Chile. Se disolvió brevemente en 1946 para desaparecer de manera definitiva en 1949.

## Historia
Formado en 1943 tras el IX Congreso del Partido Socialista (PS) al disentir de la retirada del gobierno del radical Juan Antonio Ríos. El grupo estuvo encabezado por el senador Marmaduke Grove, uno de los líderes de la República Socialista en 1932 y fundador del PS. 
En 1946 se unió en un pacto junto al Partido Comunista, lo que concluyó en la integración de un grupo importante de militantes a las filas del PCCh y en la consecuente disolución del partido. Marmaduke Grove no apoyó tal movimiento y rápidamente reflotó la colectividad, apartándose de la centroizquierdista Alianza Democrática de Chile. 
Para la elección presidencial de 1946 apoyó al candidato liberal Fernando Alessandri  y fue opositor a la Ley de Defensa Permanente de la Democracia, norma jurídica promovida por el presidente Gabriel González Videla, que prohibió el comunismo en 1948. Se unió al Partido Radical Doctrinario, al Partido Laborista y al Partido Democrático del Pueblo en el Frente Nacional Democrático, el que combatió esta ley ofreciendo cupos a los comunistas proscritos durante las elecciones.
El PSA se extinguió definitivamente en 1949, debido a sus malos resultados electorales en las parlamentarias de ese año. Aquello coincidió con el término del período senatorial de Marmaduke Grove y su consecuente retiro de la política. El resto de los exmilitantes siguió actuando en la vida pública y algunos se trasladaron a las filas del Partido Radical, aunque la mayoría retornó a la facción del PS dirigida por Armando Mallet Simonetti, que terminó formando el Frente Nacional del Pueblo en 1951.

## Resultados electorales

### Parlamentarias
|  | 5,54 % |

|  | 1,25 % |

|  | 6,11 % |